# Marjorie Rambeau
Marjorie Rambeau (San Francisco, 15 luglio 1889 – Palm Springs, 6 luglio 1970) è stata un'attrice statunitense.

## Biografia
Iniziò la sua carriera d'attrice fin da giovanissima: all'età di dodici anni cominciò a recitare a teatro.

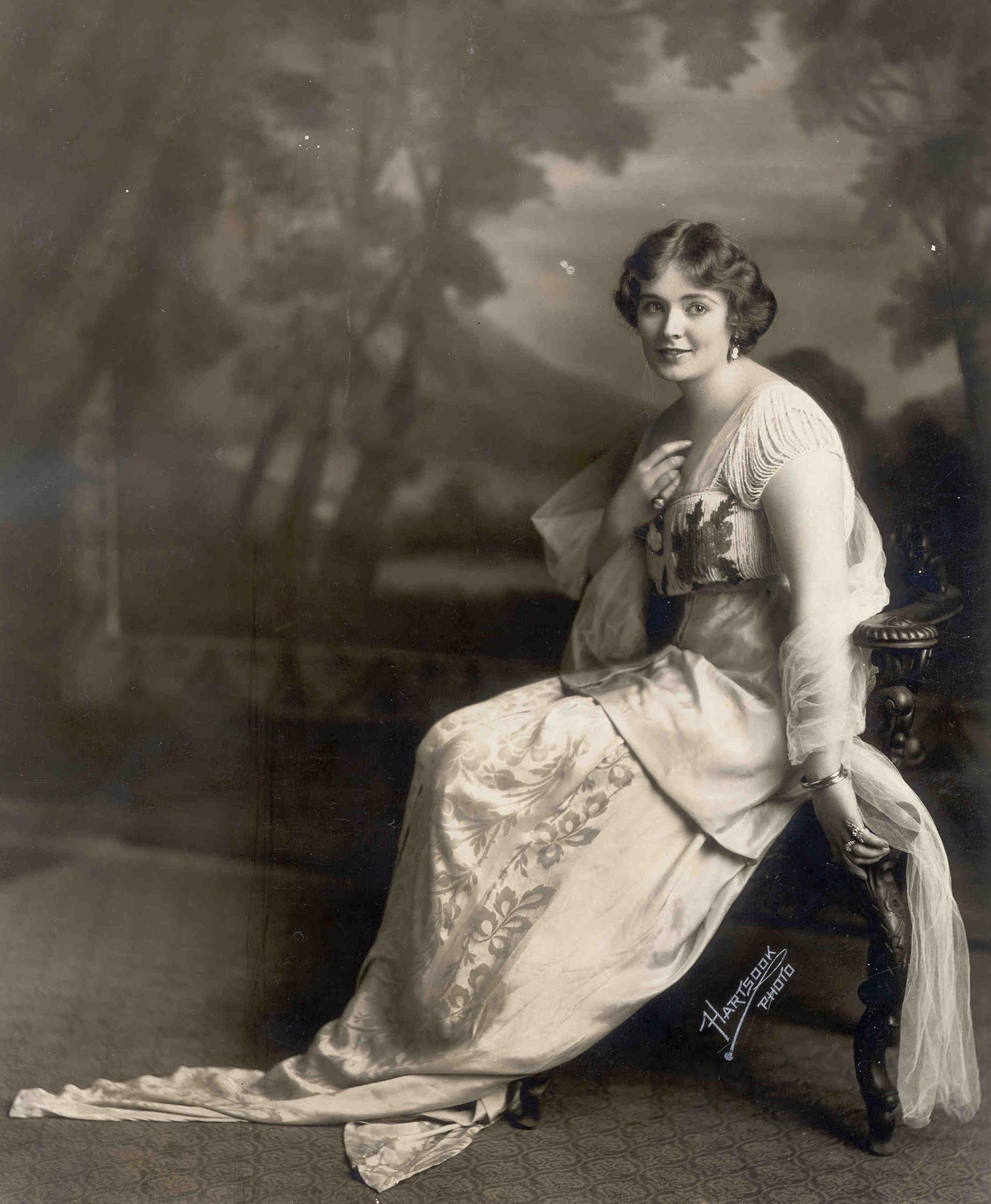
Marjorie Rambeau in Merely Mary Ann di Israel Zangwill (Broadway, 1915)

Durante la sua giovinezza era una delle attrici più influenti a Broadway, seppur alcuni dei suoi film muti come Mary Moreland, The Dazzling Miss Davison, The Mirror, The Debt, Motherhood e The Greater Woman, tutti interpretati nel 1917, non avessero riscosso grande successo.
Con l'avvento del sonoro, o talkies, Rambeau passò anche lei al parlato: interpretò film come Castigo accanto a Marie Dressler; lavorò anche a fianco di Clark Gable in The Secret Six, Laughing Sinners e I demoni dell'aria.
Altri film furono Grand Canary, Palooka e Il piccolo porto. Tra le sue interpretazioni più ricordate, vi sono quelle in La via del tabacco, Broadway e A Man Called Peter e Il treno del ritorno. 

### Vita privata
Marjorie Rambeau è stata sposata tre volte.
- Il primo marito fu lo scrittore, regista e attore canadese Willard Mack nel 1913. Divorziarono nel 1917.
- Il secondo fu l'attore Hugh Dillman nel 1919. Divorziarono nel 1923.
- L'ultimo matrimonio fu nel 1931 con Francis Gudger, con il quale rimase fino alla sua morte avvenuta nel 1967.

## Riconoscimenti
Il piccolo porto le fece ottenere la sua prima candidatura all'Oscar come miglior attrice non protagonista nel 1941.
Per A Man Called Peter e Il treno del ritorno vinse il National Board of Review alla miglior attrice non protagonista nel 1955-56.
Nel 1954 venne nuovamente candidatura all'Oscar come miglior attrice non protagonista per La maschera e il cuore.
Per il suo contributo all'industria cinematografica le è stata assegnata una stella sulla Hollywood Walk of Fame al 6336 Hollywood Blv.

## Filmografia parziale

### Cinema
- The Greater Woman, regia di Frank Powell (1917)
- Motherhood, regia di Frank Powell (1917)
- The Debt, regia di Frank Powell (1917)
- The Mirror, regia di Frank Powell (1917)
- The Dazzling Miss Davison, regia di Frank Powell (1917)
- Mary Moreland, regia di Frank Powell (1917)
- National Red Cross Pageant, regia di Christy Cabanne (1917)
- The Common Cause, regia di J. Stuart Blackton (1919)
- La stella della Taverna Nera (Her Man), regia di Tay Garnett (1930)
- Volubilità (Strangers May Kiss), regia di George Fitzmaurice (1931)
- The Secret Six, regia di George W. Hill (1931)
- I demoni dell'aria (Hell Divers), regia di George W. Hill (1931)
- La disfatta delle amazzoni (The Warrior's Husband), regia di Walter Lang (1933)
- Vicino alle stelle (Man's Castle), regia di Frank Borzage (1933)
- Sotto pressione (Under Pressure), regia di Raoul Walsh (1935)
- Gioia di vivere (Merrily We Live), regia di Norman Z. McLeod (1938)
- La grande pioggia (The Rains Came), regia di Clarence Brown (1939)
- Piccolo porto (Primrose Path), regia di Gregory La Cava (1940)
- Giuramento di sangue (20 Mule Team), regia di Richard Thorpe (1940)
- Non mi ucciderete (East of the River), regia di Alfred E. Green (1940)
- La via del tabacco (Tobacco Road), regia di John Ford (1941)
- Ombre di Broadway (Broadway), regia di William A. Seiter (1942)
- Terra nera (In Old Oklahoma), regia di Albert S. Rogell (1943)
- Salomè (Salome Where She Danced), regia di Charles Lamont (1945)
- Le mura di Gerico (The Walls of Jericho), regia di John M. Stahl (1948)
- La donna ombra (The Lucky Stiff), regia di Lewis R. Foster (1949)
- Fate il vostro gioco (Any Number Can Play), regia di Mervyn LeRoy (1949)
- La tratta degli innocenti (Abandoned), regia di Joseph M. Newman (1949)
- La maschera e il cuore (Torch Song), regia di Charles Walters (1953)
- Eternamente femmina (Forever Female), regia di Irving Rapper (1953)
- Lontano dalle stelle (Bad for Each Other), regia di Irving Rapper (1953)
- A Man Called Peter, regia di Henry Koster (1955)
- Il treno del ritorno (The View from Pompey's Head), regia di Philip Dunne (1955)
- I diffamatori (Slander), regia di Roy Rowland (1956)
- L'uomo dai mille volti (Man of a Thousand Faces), regia di Joseph Pevney (1957)

### Televisione
- General Electric Theater – serie TV, episodi 2x11-4x20 (1953-1956)

## Doppiatrici italiane
- Giovanna Scotto in La grande pioggia, La via del tabacco, Lontano dalle stelle, Il treno del ritorno
- Franca Dominici in Piccolo porto
- Margherita Bagni in Non mi ucciderete
- Tina Lattanzi in Terra nera
- Maria Saccenti in La maschera e il cuore
- Wanda Tettoni in L'uomo dai mille volti

## Spettacoli teatrali
- Daddy's Gone A-Hunting, (Broadway 31 agosto 1921)